# Hermanas Mirabal (província)
Hermanas Mirabal é uma província da República Dominicana. Sua capital é a cidade de Salcedo. O nome da província foi alterado de Salcedo para Hermanas Mirabal em novembro de 2007 em homenagem às irmãs Mirabal, ativistas contra a ditadura de Rafael Trujillo.

## Municípios
A província está subdivida em três municípios:
| Salcedo                    | 43 413  | 21 704 | 21 709 |
| Tenares                    | 32 563  | 16 361 | 16 202 |
| Villa Tapia                | 27 283  | 13 812 | 13 471 |
| Província Hermanas Mirabal | 103 259 | 51 877 | 51 382 |